# 웨이크보딩

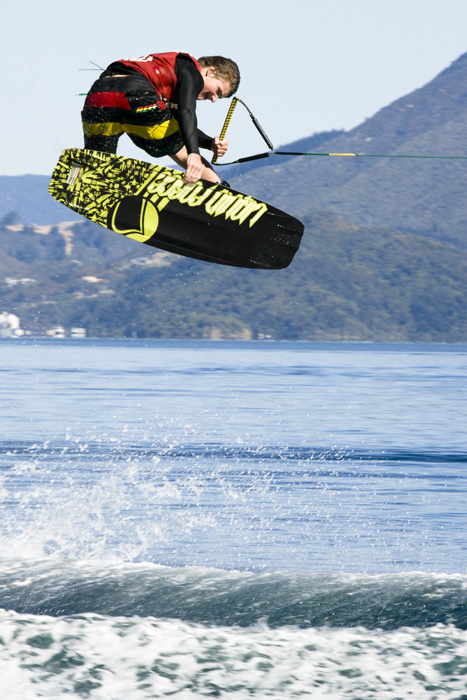
웨이크보딩

웨이크보드(wakeboarding)는 웨이크보드(발 바인딩이 있는 짧은 보드)에 서 있는 기수를 모터보트 뒤에서 견인하여 공중 기동 훈련을 하는 수상 스포츠이다. 웨이크보딩의 특징은 공중 묘기를 시도하는 것이다. 웨이크보딩은 수상스키, 스노보드, 서핑 기술의 조화로 발전되었다.

라이더는 보통 보트 뒤에서 밧줄로 견인되지만 케이블 시스템과 윈치로 견인될 수도 있고, 개인용 수상기, 자동차, 트럭, 전지형 자동차와 같은 다른 전동식 차량에 의해 견인될 수도 있다. 사용되는 기어와 웨이크보드 보트는 종종 각 탑승자의 취향에 맞게 맞춤 제작된다.

웨이크보딩에는 일반적으로 강, 호수, 탁 트인 수역 등 자연수로가 이용되지만, 침수된 도로나 주차장 등 파격적인 장소에서는 견인차량을 이용해 웨이크보드가 가능하다.

웨이크보딩은 자유형의 웨이크보딩과 웨이크보드 파크에서부터 X 게임, WWA 세계 선수권 대회 또는 유사한 이벤트에서의 웨이크보드 경기까지 즐거움과 경쟁을 위해 행해진다. 웨이크 보딩의 시작은 불명확했지만, 현재 세계에서 가장 빠르게 성장하고 있는 수상 스포츠이다.

### 모노와테르스키
나중에 웨이크보딩이 된 스포츠는 1950년경 미국에서 모노워터스키(싱글 워터스키)로 수상스키를 타는 것으로 시작되었다. 모노워터 스키와 현대의 웨이크보드의 주요 차이점은 보드의 모양과 자세이다.

#### 모노스키로서의 서핑보드
모노워터 스키로 서핑보드를 사용하는 웨이크서핑은 1964년 경부터 트랙션을 얻기 시작했으며, 이 곳에서 "곧 수로를 휩쓸게 될 흥미진진한 새로운 스포츠"로 여겨졌다."서핑 보드는 원래 사용되었지만, 끈이나 바인딩이 없는 보드들은 "스커프 보드"라고 불리는 보드들과 함께 뉴질랜드에서 처음 목격되었다. 결국, 가장자리 장식이나 끈이 달린 웨이크보드는 "McSkis" 라는 이름으로 호주에서 판매되었다. 그 후, 1985년 Tony finn에 의해 "Skurfer" 라는 또 다른 회사가 설립되었다. 1990년대 초에 만들어진 최초의 보드는 압축형과 중성 부력을 작용하는 웨이크보드 로써 보드를 마케팅한 수상 스키 제조업체인 O'Brien사의 하이퍼라이트 보드였다. 이어 곡선미와 간편함을 갖춘 다양한 보드가 등장해 승차감이 한결 부드러웠다.
웨이크보드 로프는 재료 구성이 개선됨에 따라 수년간 발전해 왔다. 웨이크보딩이 처음 시작되었을 때 웨이크보더들은 신축성 있는 천이나 플라스틱 밧줄로 만들어진 스키 로프를 사용했다. 후자는 곧 인기를 얻었고, 결국 폴리프로필렌으로 만든 땋은 로프가 도입되었다. 몇 년 후,신축성이 덜 한 로프가 발명되었고, 이 로프는 더 무겁고 지름이 더 컸음에도 불구하고 탑승자가 로프를 더 한결같이 잡아당길 수 있게 되었다. 현대의 로프는 Spectra와 Dynema로 코팅되어 있어 신축성과 항력을 감소시킨다.
웨이크보딩 시 다양한 안전장비가 사용된다. 여기에는 구명조끼나 물 관련 부상과 사망을 방지하는 부력 보조 장치가 포함되어 있는데, 이 보조 장치는 착용자가 구조되기전까지 부력을 유지할 수 있기 때문이다. 이러한 구명조끼와 같은 안전장비들은 특히 탑승자가 의식을 잃거나 물을 밟을 수 없는 상황에서 도움이 된다. 게다가, 웨이크보더들은 헬멧이 물로 채워지지 않도록 물을 환기시킬 수 있는 방수 헬멧을 사용한다.심지어 웨이크보더의 로프의 길이도 안전을 제공하는 데 중요하다. 로프가 너무 길면 웨이크보더는 보드의 아래쪽이 아닌 평평한 부분에 착지하게 되고 그들의 무릎은 크게 다칠것이다.
웨이크보드 자체도 탈 준비를 할 때 고려해야 할 중요한 요소이다. 가장 일반적인 웨이크보드 타입으로는 4가지가 있는데, 연속 로커, 3단 로커, 5단 로커, 하이브리드 로커가 있다. 로커는 머리에서 꼬리까지 보드의 곡선을 의미하며 보드의 종류마다 다른 유형의 기술방법과 타는방법에 가장 잘 맞는 배치에 따라 곡선의 양이 다르다. 보드 바닥에 지느러미가 있는지 없는지는 보드를 어떻게 타는지에 있어서 큰 차이를 만들 수 있다.
초보 라이더들은 보통 더 깊은 지느러미를 가지고 있는 보드를 타는 것이 더 낫다. 웨이크보드 자체의 또 다른 부분은 보드의 크기 및 재료이며, 일반적으로 섬유 유리 코팅이 있는 나무 또는 폼 코어로 만들어진다. 동시에 웨이크보드 로프의 길이는 탑승자의 선호도에 따라 달라진다. 로프가 길면 묘기를 수행하기 전에 더 많은 준비와 탄력을 얻을 수 있는 반면에, 로프가 짧으면 보드위를 타고 일어나는 동안에 더 적은 속도와 높이를 필요로 한다. 게다가, 사용되는 로프의 재질은 보드를 타는것에 상당한 차이를 만들 수 있다. 밧줄의 탄성이 적을수록 타는 사람이 타는 법을 배우고 다양한 묘기를 부리기에 좋다. 가장 좋은 로프 재료로는 Dynema, Poly E 및 Spectra가 있다. 이 재료들은 각각 내마모성, 저비용성, 흡수성, 내구성으로 알려져 있다.

웨이크보드 장비는 크게 하드굿(Hard Goods)과 소프트굿(Soft Goods)으로 나눌 수 있다.
하드굿이란 웨이크보딩을 하기 위해 반드시 필요한 보드, 바인딩(브랜드에 따라 부츠로 분류하기도 함)을 말하며,                                                              소프트굿은 물에 몸은 뜨게 해주는 라이프자켓과 피부를 보호하는 슈트, 래쉬가드와 보드숏, 핸들, 로프 등을 말한다.

### 슈트(SUIT)
슈트의 가장 큰 목적은 물에 들어갔을 때 체온을 유지하는 것이다. 보통은 시즌초인 봄부터 초여름까지, 시즌말인 늦여름부터 가을까지 입는다

### 보드(BOARD)
웨이크보드를 줄여 보드라고 한다. 발 아래에서 물과 직접 접촉하여 수면위에서 활주할 수 있도록 해주는 장비이다.

### 보드숏(BOARDSHORT)
보드숏은 원래 서핑용 반바지이다. 하지만 서퍼와 웨이크보더 뿐만아니라 많은 사람들이 비치용 수영복으로 보드숏을 입는다
대게가 빨리 마르고 물에 젖어도 무겁지 않은 나일론 소재로 만들어지며 주머니에는 물이 잘 빠지도록 구멍이 뚫려있다.

### 베스트(VEST)
물에서 몸을 뜨게 하는 중요한 장비 중 하나이다. 보통 베스트를 구명조끼(라이프자켓)와 동일하다고 생각하지만 엄밀이 따지면 그렇지 않다.
구명 조끼는 그야말로 비상시에 목숨을 구하는 용도로 만들어진 것이지만 웨이크보드를 탈 때 입는 베스트는 라이프 자켓과 동일한 정도의 부력을 갖는 베스트도 있고, 약간의 부력과 활동성이나 디자인적인 면을 고려하여 만든 베스트도 있다.

### 바인딩(BINDING)
발과 보트를 연결해주는 역할과 함께 몸의 힘을 보드로 전달하는 역할을 한다. 브랜드에 따라 부츠(BOOTS)로 분류하기도 한다.

### 로프&핸들(ROPE&HANDLE)
배에 연결되어 있는 로프끝이 핸들이 달려있어 이 핸들을 잡고 라이딩을 하는 것으로, 기본적인 동력을 제공하는 배와 사람을 연결해주는 역할을 한다.

### 래쉬가드(RASHGUARD)
슈트와 비슷한 용도로 입는다. 슈트보다는 더 얇아서 좀 더 따뜻할 때 입으며 보온의 효과보다는 직사광선이나 물속의 이물질로부터 피부를 보호하는 역할을 한다.
웨이크보딩 시 다양한 기술을 선보일 수 있다. 이 중 대부분은 웨이크보더가 자세와 보드의 가장자리의 무게 분포를 조정하여 웨이크보더가 파도에 부딪힐 때 공중으로 날아오르기 때문에 발생한다.다양한 기술로는 toeside edge, the heelside edge, the ride switch,180° 회전 등이 있다. 더 발전된 기술은 Inversion 또는 Invert 라는 동작을 필요로 한다.  Invert는 보드가 보더의 머리 위에 있는 모든 동작으로 간주된다. 이것은 보더가 완전히 뒤집혔다는 것을 의미하지는 않는다. 이것은 보더가 보드위에서 물에 평행하게 몸을 뻗는 기술이다. The heel side 백플립(tantrum)은 흔히 중급 수준의 보더가 배우기 가장 쉽고 가장 쉬운 뒤집기라고 알려져있다. 이것은 웨이크 또는 키커의 형태가 자연스럽게 기술을 완성하는 데 필요한 동작의 순서를 쉽게 알수있다.
사람들이 웨이크보딩이라는 스포츠를 접하고 참여하는데 다양하고 많은 방법들이 있다. Byerly, Hyperlight, O'Brien, Ronix와 같은 인기 있는 브랜드들은 계속해서 발전하는 기술과 장비 뿐만 아니라 유입된 사람들과 기존의 사람들 모두에게 품질에 대한 조언을 제공한다. 이러한 브랜드들 중 일부는 더욱더 많은 사람들에게 다가가고 그들을 이러한 스포츠에 참여시키기 위해 활발한 소셜 미디어 활동을 통한 존재감을 가지고 있다.

### 카이트서핑과의 관련성
웨이크보드의 많은 동작과 기술은 카이트서핑에서 사용되는 동작과 매우 유사하다. 이것은 웨이크 보드와 카이트보드의 유사성에 의해 반영된다. 웨이크 보드는 카이트서핑을 대체하기보다는 바람의 조건을 받지 않는 이점을 가진 서핑으로 여겨지고 있으며, 특히 독일과 같은 유럽의 인구 밀집 지역에서 카이트서핑과 병행하여 인기가 급증했다.

국내에서 웨이크보딩을 즐길 수 있는 곳
대한민국에서는 가평, 양평, 춘천, 한강 등지에서 웨이크보딩이 활발하게 이루어지고 있다. 이 중 경기도 가평군은 수도권에서 접근성이 뛰어나며, 다양한 수상레저 시설이 밀집해 있는 지역으로 유명하다.
특히 가평 지역에는 여름철 풀파티와 함께 웨이크보딩 체험이 가능한 장소도 있어 젊은 층에게 인기가 많다.
대표적인 예로, 웨이크보딩 연습은 물론 각종 레저 이벤트가 열리는 **‘클럽비발디(가평빠지)’**가 있다. http://www.clubvivaldi.com/
1. ↑  "Definition of WAKEBOARD". www.merriam-webster.com. Retrieved 2019-06-28.
2. ↑  "Wakeboarding on a flooded road". BBC News. Retrieved 2020-11-15.
3. ↑  Watkins, James (2018-08-10). "Canoeing and wakeboarding in Guildford Bedford Road car park". SurreyLive. Retrieved 2020-11-15.
4. ↑  "Locals wakeboard and kayak down flooded Napier streets". TVNZ. Retrieved 2020-11-15.
5. ↑  "Wakeboard Pro Top 5 | FISE Montpellier 2019 | FISE". www.fise.fr. Retrieved 2019-11-09.
6. ↑  "USA Wakeboard" 보관됨 2021-12-07 - 웨이백 머신. USA Water Ski and Wake Sports. Retrieved 2022-02-15.
7. ↑  Borden, Dick (April 1964). "Make the most of your wake... ride it". Popular Boating. Ziff-Davis Publishing Company. Retrieved October 1, 2019.
8. ↑  "TONY FINN | Inventor of wakeboarding |". Unleashed Wake Mag. 2016-12-11. Retrieved 2019-07-31.
9. ↑  "History of Wakeboarding: How it all got started". 보관됨 2021-10-20 - 웨이백 머신 Groove vest. Retrieved 2022-02-15.
10. ↑  "Wakeboard". 보관됨 2021-12-07 - 웨이백 머신 www.usawaterski.org. Retrieved 2019-06-28.
11. 1 2  "What Essential Wakeboarding Gear Do I Need?". Mpora. Retrieved 2019-06-20.
12. ↑  "Wakeboarding". Pegasus. Retrieved 2022-02-15.
13. 1 2  "Learn The Progressive Toeside Edge - Wakeboarder.com Wakeboarding News". www.wakeboarder.com. Retrieved 2019-06-21.
14. ↑  "Learn the Progressive Heelside Edge - Wakeboarder.com Wakeboarding News". www.wakeboarder.com. Retrieved 2019-06-21.
15. ↑  "Learning To Ride Switch - Wakeboarder.com Wakeboarding News". www.wakeboarder.com. Retrieved 2019-06-21.
16. ↑  "Progressive Steps to Learn 180s - Wakeboarder.com Wakeboarding News". www.wakeboarder.com. Retrieved 2019-06-21.
17. ↑  "Wakeboarder.com Tricks and Tips - Tantrum". www.wakeboarder.com. Retrieved 2020-02-27.
18. ↑  "History of Wakeboarding". www.the-house.com. Retrieved 2022-02-16.